# Emma Raducanu
Emma Raducanu (Toronto, 13 november 2002) is een tennisspeelster uit het Verenigd Koninkrijk. In 2021 won zij het US Open. Zij was daarmee de eerste tennisser (m/v) in het open tijdperk die via de kwalificaties een grandslamtoernooi won.

## Afkomst
Raducanu werd in Toronto (Canada) geboren, en heeft een Chinese moeder en Roemeense vader. Op tweejarige leeftijd verhuisde zij naar Londen.

## Loopbaan
Raducanu begon op vijfjarige leeftijd met het spelen van tennis. Haar favoriete ondergrond is hardcourt. Zij speelt rechtshandig en heeft een tweehandige backhand.
In juni 2021 speelde Raducanu haar eerste WTA-toernooi in Nottingham. Op Wimbledon speelde zij haar eerste grandslamtoernooi, nadat zij een wildcard ontving. Zij bereikte daar meteen de vierde ronde, en wel zonder een set te verliezen, door achtereenvolgens te winnen van Vitalia Djatsjenko (WTA-150), Markéta Vondroušová (WTA-42) en Sorana Cîrstea (WTA-45) – tijdens haar partij tegen de Australische Ajla Tomljanović moest Raducanu bij een stand van 4–6 en 0–3 de strijd opgeven wegens ademhalingproblemen.
Raducanu stond in augustus 2021 voor het eerst in een WTA-finale, op het toernooi van Chicago – zij verloor van de Deense Clara Tauson. Hiermee kwam zij binnen op de top 150 van de wereldranglijst.
Op 11 september 2021 won Raducanu als achttienjarige kwalificante haar eerste titel, nota bene op een grandslamtoernooi, door in de finale van het US Open af te rekenen met de Canadese Leylah Fernandez. Zij was de jongste grandslamwinnares in het enkelspel sinds Maria Sjarapova op zeventienjarige leeftijd Wimbledon 2004 won. In haar tien gespeelde partijen (drie bij de kwalificaties, zeven in het hoofdtoernooi) verloor zij geen set. Het was voor het eerst sinds het begin van het open tijdperk dat een kwalificante een grandslamtitel won. De laatste Britse speelster vóór haar die het US Open won was Virginia Wade in 1968. Met deze winst steeg Raducanu van plaats 150 naar de 23e positie van de wereldranglijst.
In oktober 2021 ontving Raducanu een wildcard om deel te nemen aan het enkelspel van het WTA-toernooi van Indian Wells, haar eerste WTA 1000-toernooi. Zij verloor in de eerste ronde van Aljaksandra Sasnovitsj met 2–6 en 4–6. In november haakte zij nipt aan op de top 20 van het enkelspel.
In juli 2022 haakte zij nipt aan bij de top 10 van het enkelspel.

### Tennis in teamverband
In de periode 2022–2024 maakte Raducanu deel uit van het Britse Fed Cup-team – zij vergaarde daar een winst/verlies-balans van 6–1.

## Onderscheidingen
- Op 19 december 2021 werd zij onderscheiden met de titel van BBC Sports Personality of the Year.[10]
- Vanwege haar verdiensten voor de Britse tennissport werd ze op 29 november 2022 als lid opgenomen in de 'Most Excellent Order of the British Empire' (MBE).[11]

## Posities op deWTA-ranglijst
Positie per einde seizoen:
| jaar | rang enkelspel | rang dubbelspel |
| ---- | -------------- | --------------- |
| 2018 | 692            | –               |
| 2019 | 503            | –               |
| 2020 | 343            | –               |
| 2021 | 19             | –               |
| 2022 | 75             | –               |
| 2023 | 285            | –               |
| 2024 | 58             | –               |

## Palmares
| Legenda                 |
| ----------------------- |
| Grandslamtoernooi       |
| Olympische Spelen       |
| Year-End Championships  |
| Premier Mandatory       |
| Premier Five / WTA 1000 |
| Premier / WTA 500       |
| International / WTA 250 |
| Challenger / WTA 125    |

### WTA-finaleplaatsen enkelspel
| nr.              | finale     | toernooi    | ondergrond | tegenstandster   | score         |         |
| ---------------- | ---------- | ----------- | ---------- | ---------------- | ------------- | ------- |
| gewonnen finales |            |             |            |                  |               |         |
| 1.               | 2021-09-11 | US Open     | hardcourt  | Leylah Fernandez | 6-4, 6-3      | details |
| verloren finales |            |             |            |                  |               |         |
| 1.               | 2021-08-22 | WTA Chicago | hardcourt  | Clara Tauson     | 1-6, 6-2, 4-6 | details |

## Resultaten grandslamtoernooien
| Legenda | Legenda                          |
| ------- | -------------------------------- |
| g.t.    | geen toernooi gehouden           |
| l.c.    | lagere categorie                 |
| –       | niet deelgenomen                 |
| G       | uitgeschakeld in de groepsfase   |
| 1R      | uitgeschakeld in de eerste ronde |
| 2R      | uitgeschakeld in de tweede ronde |
| 3R      | uitgeschakeld in de derde ronde  |
| 4R      | uitgeschakeld in de vierde ronde |
| KF      | uitgeschakeld in de kwartfinale  |
| HF      | uitgeschakeld in de halve finale |
| F       | de finale verloren               |
| W       | het toernooi gewonnen            |
| w-v     | winst/verlies-balans             |

### Enkelspel
| toernooi        | 2021 | 2022 | 2023 | 2024 | 2025 |
| --------------- | ---- | ---- | ---- | ---- | ---- |
| Australian Open | –    | 2R   | 2R   | 2R   | 3R   |
| Roland Garros   | –    | 2R   | –    | –    | 2R   |
| Wimbledon       | 4R   | 2R   | –    | 4R   | 3R   |
| US Open         | W    | 1R   | –    | 1R   |      |